# Madassetia bicolor
Madassetia bicolor  (лат.) — вид жуков-златок из рода Madassetia.

## Распространение
Афротропика: Мадагаскар (Vondrozo).

## Описание
Мелкие субцилиндрические златки длиной 8,6 мм и шириной 3,2 мм, сине-зелёного  цвета. Голова со слегка выступающей между глазами верхней частью лба. Пронотум с шириной почти равной его длине. Скутеллюм мелкий.